# Esofagectomia
Esofagectomia é quando em cirurgia é lhe retirado o esófago.

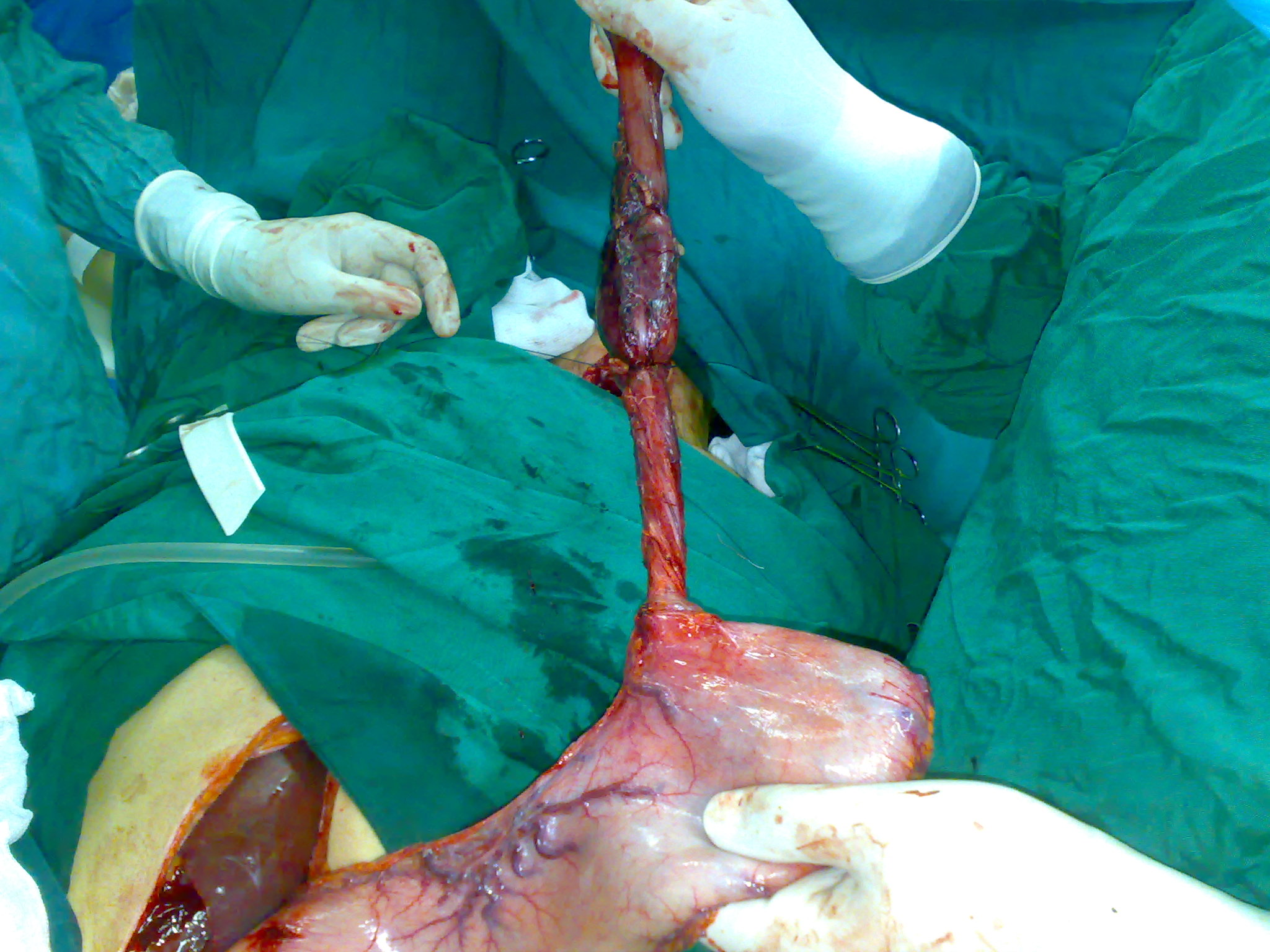
Esofagectomia

Para que o esofagectomizado possa continuar a alimentar-se, este esófago pode ser substituído por um tubo produzido com o estômago, com o intestino delgado ou com o intestino grosso.
A esofagectomia é motivada, com raríssimas exceções, pela presença de uma neoplasia maligna. 
Foi bastante utilizado a esofagectomia trans-hiatal, realizada por via abdominal e abrindo o diafragma, porém a necessidade de dissecção linfonodal da cirurgia oncológica trouxe novamente  esofagectomia com incisão abdominal, torácica e cervical. 

## Reconstrução do trânsito após esofagectomia
Após a retirada do esôfago faz-se necessário a reconstrução do trânsito alimentar, o que nos casos de esofagectomia por câncer mais comumente é realizado através do levantamento do estômago até o coto remanescente do esôfago na região cervical ou dentro do tórax. O estômago pode ser utilizado inteiro, tracionado até o ponto onde deve ser unido ao esôfago (anastomose esôfago-gástrica) ou ser utilizado parcialmente, após a confecção de um "tubo" com sua grande curvatura, de calibre semelhante ao do esôfago original. Esse tubo gástrico pode ser confeccionado através de sutura manual ou com grampeadores automáticos.